# Hypolimnas drucei
Hypolimnas drucei är en fjärilsart som beskrevs av Butler 1874. Hypolimnas drucei ingår i släktet Hypolimnas och familjen praktfjärilar. Inga underarter finns listade i Catalogue of Life.